# إيزي بي إتش بي (برنامج حاسوب)
هي مجموعة حزم برامج( واب WAMP) مفتوحة المصدر لتطوير الويب ويعمل كشبكة محلية . تم إطلاقه سنة 1990 مطور من طرف Laurent ABBAL، Emmanuel FAIVRE، Thierry MURAIL
وهو يصدر تحت الرخصة العمومية GPL
ويتكون من الحزم التالية
- :PHP (لغة برمجة نصية )
- APACHE(خادم الوب)
- Mysql(نظام إدارة قواعد البيانات)
- PHPmyadmin (أداة حرة/مفتوحة المصدر لتمكين مديري النظام من إدارة قواعد بيانات MYSQL)